# スペシャルオアシス
『スペシャルオアシス』は、2009年にパイオニアが開発・販売した完全告知型の5号機。『ニューオアシス』の後継機であり、『ニューオアシス』のスペックアップ版となっている。⌀25コインを使用する沖スロタイプ。保通協における型式名は「オアシスS」。

## 概要
告知は、パイオニア沖スロ（タイプ）の伝統で、リールパネル上部左右にある「ハイビスカス」ランプが点灯・点滅すればボーナス確定となる。点灯・点滅には多彩なバリエーションがあり、通常時と異なる光り方でビッグボーナスが確定し、兄弟機である『スペシャルハナハナ-30』の告知パターンに加え、ハイビスカスランプがカラフルレインボーに点滅するパターンも追加されている。
ボーナス図柄はビッグ・レギュラーがそれぞれ1種類で2枚掛けとなり、ビッグは345枚を越える払い出し（純増約312枚）、レギュラーは165枚を越える払い出し（純増約156枚）で終了する。先代『ニューオアシス』よりレギュラーでの獲得枚数が増加している。
なお、本機は『スペシャルハナハナ-30』とリール配列が同じで、リール図柄やリーチ目等が全て同じとなっている。また、本機から新たに追加された機能として、小役とボーナスの同時抽選がある。基本的には単独抽選がメインだが、チェリーとスイカの重複当選がボーナス当選全体の10 %ずつの割合となっている。

## 告知演出
本機でのボーナス確定告知は、歴代機同様、基本的にリールパネル上左右にある「ハイビスカス」ランプ点灯・点滅によって行われる。通常点滅以外はビッグボーナス確定となる。
- 通常点滅
- 高速点滅
- メラメラ点滅：炎がメラメラと燃えるような点滅パターン
- オアーゼ点滅：ぼわーっとした感じの点滅パターン
- 三三七拍子点滅：左3拍、右3拍、左右7拍の点滅パターン
- 点灯：左右が同時に点灯
- 花びらのみ点滅：新演出
- 葉っぱのみ点滅：新演出
- 花びら葉っぱ交互点滅：新演出
- 花びら点滅葉っぱ点灯：新演出
- 低速点滅：周りが明るいと気付かない程度の瞬くような点滅パターン。次Gで通常点滅に切り替わる。
- 通常点滅+爆発音：点滅は通常と同じだが、レバーオン時にリールサンドに赤い光が走ると同時に爆発音が鳴る。
- 通常点滅+津波音：点滅は通常と同じだが、第1リール停止時にリールサンドに青い光が走ると同時に津波音が鳴る。
- 通常点滅+落雷音：点滅は通常と同じだが、第2リール停止時にリールサンドに黄色い光が走ると同時に落雷音が鳴る。
- 通常点滅+無音スタート

## ボーナス確率
| 設定 | BIG確率 | REG確率 | 合成確率 | 機械割 |
| ---- | ------- | ------- | -------- | ------ |
| 1    | 1/303   | 1/662   | 1/208    | 96 %   |
| 2    | 1/290   | 1/606   | 1/196    | 98 %   |
| 3    | 1/277   | 1/555   | 1/185    | 101 %  |
| 4    | 1/266   | 1/512   | 1/175    | 104 %  |
| 5    | 1/256   | 1/474   | 1/166    | 107 %  |
| 6    | 1/246   | 1/442   | 1/158    | 110 %  |

※各数値はメーカー発表値。